# Giulia Lapi
Giulia Lapi, née le 5 novembre 1985 à Gênes, est une nageuse synchronisée italienne.

## Carrière
Aux Championnats d'Europe de natation 2008, elle est médaillée d'argent en duo avec Beatrice Adelizzi et médaillée d'argent en combiné par équipe. Giulia Lapi dispute les Jeux olympiques de 2008 en duo avec Beatrice Adelizzi ; elles terminent septième de la finale.
Elle remporte la médaille de bronze par équipe aux Championnats d'Europe de natation 2012 et termine septième des Jeux olympiques de 2012 en duo avec Mariangela Perrupato.